# Єлизавета Померанська
Єлизавета Померанська (пол. Elżbieta pomorska, чеськ. Eliška Pomořanská; бл. 1347 — 15 квітня 1393) була четвертою і останньою дружиною Карла IV, імператора Священної Римської імперії та короля Богемії.

## Життєпис
Елізавета була дочкою Богуслава V, герцога Померанії, та Єлизавети Польської, дочки Казимира III, короля Польщі, і Альдони Литовської. Елізавета вийшла заміж за Карла 25 травня 1363 року в Кракові, всього лише один рік після смерті третьої дружини Карла, Анни Свідницької. Нареченій була 16 років, тоді як наречений мав 47 років. Шлюб з Елізаветою Карл уклав в основному з дипломатичних міркувань, оскільки це допомогло розірвати античеську коаліцію під керівництвом Рудольфа IV, герцога Австрії, з участю польських і угорських королів. 18 червня 1363 року в Богемії, в Празі, Елізавета була коронована королевою Богемії, а через 5 років, 1 листопада 1368 року, вона також була коронована імператрицею Священної Римської імперії в Римі Папою Урбаном V.
Елізавета та Карл мали дітей:
- Анна Чеська (1366—1394), одружена з Річардом II, королем Англії[7]
- Сигізмунд Люксембург (1368—1437), імператор Священної Римської імперії та король Богемії та Угорщини[8]
- Йоганн фон Герліц (1370—1396), марграв Моравії та герцог Герлица, одружений з Ріхардіс Катериною Шведською[9]
- Карл (13 березня 1372 — 24 липня 1373)[9]
- Маргарета Богемська (1373—1410), вийшла заміж за Яна III, бургграфа Нюрнберга[9]
- Генріх (1377—1378)[9]

## Королева та імператриця
Елізавета славилася своєю енергією, впевненістю в собі та фізичною силою. Стосунки між Елізаветою та Карлом описуються як добрі і гармонійні. Під час серйозної хвороби Карла у 1371 році Елізавета здійснила мініатюрне паломництво, йдучи пішки до кафедрального собору та принісши дари у молитві за його здоров'я. Їхній хороший зв'язок був втілено в мистецтві, наприклад, у фільмі «Ніч на Карлштейні» (Noc na Karlštejně). Здається, що вона не використовувала політичний вплив; вона турбувалася тим, що Карл віддавав перевагу своїм дітям від попереднього шлюбу, але не могла змусити його змінити свою думку.

## Вдівство
Після смерті чоловіка 29 листопада 1378 року в Празі, син Карла з попереднього шлюбу, Венцеслав IV, взяв на себе трон. Елізавета тоді дбала про своїх двох синів, головним чином про старшого, Сигізмунда, якого вона підтримувала в його зусиллях стати королем Угорщини.
Елізавета пережила Карла IV на 15 років. Вона померла 15 лютого 1393 року в Градце-Кралове (Кеньггратц) і була похована поруч із своїм чоловіком у соборі святого Віта.

## Рекомендована література
- J. Fidler, České královny [Королеви Богемії] (Гавлічків Брод, 2004)
- KAVKA, František. Čtyři ženy Karla IV. Královské sňatky. Прага; Літомишль: Paseka, 2002. 189 с. ISBN 80-7185-493-X.
- SPĚVÁČEK, Jiří. Karel IV. Život a dílo (1316—1378). Прага: Nakladatelství Svoboda, 1980. 721 с.
- SPĚVÁČEK, Jiří. Václav IV. 1361—1419. K předpokladům husitské revoluce. Прага: Nakladatelství Svoboda, 1986. 773 с.